# Bahnhof Massy TGV
Massy TGV ist ein Bahnhof für die TGV- und Ouigo-Hochgeschwindigkeitszüge der SNCF südlich von Paris. Der Bahnhof liegt in unmittelbarer Nachbarschaft zu der RER-Station Massy-Palaiseau, an der Grenze zwischen den Gemeinden Massy und Palaiseau, etwa acht Kilometer westlich vom Flughafen Paris-Orly.
Massy TGV wird überwiegend von Zügen angefahren, die auf ihrem Verlauf die Kopfbahnhöfe von Paris umfahren, z. B. auf Verbindungen von Straßburg nach Bordeaux, Rennes oder Nantes. Zudem halten auch einzelne TGV-Züge von bzw. nach Paris-Montparnasse in Massy TGV.
Der Bahnhof hat zwei Durchfahrgleise ohne Bahnsteig und zwei Außenbahnsteige. Alle Gleise verlaufen unterirdisch und unterqueren die ebenerdig angelegte Bahnhofshalle.
Durch die unmittelbare Nachbarschaft der von den RER-Linien B und C angefahrenen Station Massy-Palaiseau bedient der TGV-Bahnhof Massy das ganze Einzugsgebiet dieser RER-Linien, ohne dass die Fahrgäste in Paris auf eine Metro zum Bahnhof Montparnasse umsteigen müssen.
2023 nutzten 1,968 Millionen Fahrgäste den Bahnhof; 2022 waren es 2,589 Millionen.